# Robert Williams Wood
Pour les articles homonymes, voir Robert Wood et Wood.
Robert Williams Wood est un physicien américain né le 2 mai 1868 à Concord dans le Massachusetts et mort le 11 août 1955 à Amityville dans l'État de New York. Il est surtout connu pour avoir inventé un écran filtrant (filtre de Wood) laissant passer principalement les rayons ultra-violets (longueurs d'onde inférieures à 366 nanomètres) appelés communément lumière de Wood ou encore lumière noire ; son invention est aujourd'hui commercialisée sous la forme de tube fluorescent utilisant un principe de phosphorescence, ou lumière froide.

## Biographie
Destiné à la prêtrise, Wood fait ses études secondaires dans une école privée de Boston (la Roxbury Latin School) mais l'observation d'une aurore boréale stimule son intérêt pour l'optique. C'est ainsi qu'il étudie les sciences physiques à l'université Harvard, au Massachusetts Institute of Technology et à l'université de Chicago,. De 1894 à 1896, il est préparateur de Heinrich Rubens à l'université Humboldt de Berlin.
Pour l'étude de la fluorescence, il met au point en 1903 un filtre ultraviolet (appelé « verre de Wood ») obtenu par cuisson d'une pâte de dimethyl-nitrosoaniline à laquelle sont incorporés des pigments de fluorescéine. Il réalise ainsi un filtre coupe-bande, qui absorbe tout le spectre visible du rayonnement électromagnétique. Ce composant est à l'origine des lampes dites à lumière noire. Wood découvre que ce filtre laisse passer une partie du rayonnement infrarouge, mais le flux est si faible qu'il faut de longs temps de pose pour obtenir des clichés avec cette lumière non-visible.
Il découvre en 1905 la résonance optique et travaille sur la spectroscopie, la photographie en couleurs, l'émission de lumière à l'aide de vapeurs métalliques, la fluorescence en rayons X et l'effet biologique des radiations.
Il met au jour le caractère erroné des rayons N du professeur Blondlot à Nancy. Incapable de reproduire les résultats de Blondlot, Wood se rend à Nancy en 1904 pour assister à une démonstration de l'inventeur lui-même. Profitant d'un moment d'inattention de Blondlot, Wood subtilise entre deux essais consécutifs un prisme de l'optique du spectrographe, mais Blondlot prétend observer malgré cela des « rayons N ». Wood relate l'incident dans une lettre à l'éditeur de la revue Nature,.
Il démontre en 1909 le caractère inexact de l'explication de l'effet de serre par le piégeage des rayons infra-rouge par le verre, simplement en remplaçant le verre ordinaire par de l'halite transparente à ces rayons (l'explication réside principalement dans le blocage de la convection).
Il est lauréat de la médaille Rumford en 1938.
Il est également l'auteur, avec Arthur Train, de deux romans de science-fiction, The Man Who Rocked the Earth (1915) et The Moon Maker (1916), la première fiction où apparaisse le thème devenu classique de la modification de la trajectoire d'un astéroïde dangereux pour la Terre.
Il compose également un livre pour enfants illustré par ses soins, Flornithology, ou Comment distinguer les fleurs des oiseaux (How to Tell the Birds from the Flowers).
Depuis 1975, l'Optical Society of America décerne un prix en l'honneur de Robert Wood récompensant des découvertes ou des inventions dans le domaine de l'optique.